# جون لوك إيربيلو
جون لوك إيربيلو (بالفرنسية: Jean Luc Herbulot)‏، (مواليد سنة 1983، بوانت-نوار)، هُو مخرج أفلام وكاتب سيناريو من جمهورية الكونغو.

## وصلات خارجية
- جون لوك إيربيلو على موقع IMDb (الإنجليزية)
- جون لوك إيربيلو على موقع ألو سيني (الفرنسية)
- جون لوك إيربيلو على موقع قاعدة بيانات الفيلم (الإنجليزية)
- جون لوك إيربيلو على موقع كينوبويسك (الروسية)